# قاعدة ديكارت للإشارات
في الرياضيات ، قاعدة ديكارت للإشارات (بالإنجليزية : Descartes rule of signs) ، التي اشار إليها رينيه ديكارت لأول مرة في عمله الهندسة (La Géométrie) ، هي تقنية للحصول على معلومات حول عدد الجذور الحقيقية الموجبة لدالة متعددة الحدود . وتبين القاعدة أن عدد الجذور الموجبة هو على الأكثر عدد تغيرات الإشارة في سلسلة معاملات متعددات الحدود (بإهمال المعاملات الصفرية)، وأن الفرق بين الجذرين يكون دائمًا زوجيًا. وهذا يعني، بشكل خاص، أنه إذا كان عدد التغييرات في الإشارة هو صفر أو واحد، فسيكون هناك جذر واحد موجب (إذا كان عدد التغييرات واحد) أو انه لن يوجد أي جذر موجب (إذا كان عدد التغييرات صفر)
من خلال التحويل الكسري الخطي للمتغير، يمكن استخدام قاعدة الاشارات لديكارت للحصول على معلومات مماثلة حول عدد الجذور في أي فترة. وهذه هي الفكرة الأساسية لنظرية بودان ونظرية بودان-فورييه . من خلال تكرار تقسيم الفترة إلى فترتين، نحصل في النهاية على قائمة من الفترات المنفصلة التي تحتوي على جميع الجذور الحقيقية لمتعددات الحدود، وتحتوي كل واحدة على جذر حقيقي واحد بالضبط. في الوقت الحالي, تعد قاعدة الاشارات الديكارتية والتحويلات الكسرية الخطية للمتغير أساس أسرع الخوارزميات التي يستطيع بواسطتها الكومبيوتر حساب الجذور الحقيقية لمتعددات الحدود (انظر عزل الجذر الحقيقي ).
استخدم ديكارت التحويل (x → −x) لاستخدام قاعدته للحصول على معلومات حول عدد الجذور السالبة.

## قاعدة الاشارات لديكارت

### الجذور الموجبة
تنص القاعدة على أنه إذا تم ترتيب الحدود غير الصفرية لمتعددة حدود ذات متغير واحد وذات معاملات حقيقية من خلال أس متغير بشكل تنازلي، فإن عدد الجذور الموجبة لمتعددة الحدود إما أن يكون مساويًا لعدد تغيرات الإشارة بين المعاملات المتتالية (غير الصفرية)، أو أقل منه بعدد زوجي . الجذر المتعدد عدد {\displaystyle k} مرات يحتسب كعدد {\displaystyle k} جذور.
على وجه الخصوص، إذا كان عدد تغيرات الإشارة هو صفر أو واحد، فإن عدد الجذور الموجبة يساوي عدد تغيرات الإشارة فقط.

### الجذور السالبة
كنتيجة طبيعية للقاعدة، فإن عدد الجذور السالبة هو عدد تغيرات الإشارة أو اقل منها برقم زوجي بعد تعويض المتغير {\displaystyle x} ب {\displaystyle (-x)} . على سبيل المثال، الجذور السالبة للدالة {\displaystyle ax^{3}+bx^{2}+cx+d} هي الجذور الإيجابية ل
{\displaystyle a(-x)^{3}+b(-x)^{2}+c(-x)+d=-ax^{3}+bx^{2}-cx+d.}
وبالتالي، فإن تطبيق قاعدة ديكارت للاشارات على متعددة الحدود هذه يعطي الحد الأقصى لعدد الجذور السالبة لمتعدد الحدود الأصلي.

### مثال: متعددة حدود تكعيبية
متعددة الحدود
{\displaystyle f(x)=+x^{3}+x^{2}-x-1}
هنا يمكنك ان تلاحظ تغير إشارة واحدة بين الحدين الثاني والثالث، حيث أن سلسلة الاشارات هي (+, +, −, −) . ولذلك، فهي تحتوي على جذر موجب واحد بالضبط. للعثور على عدد الجذور السالبة، قم بتعويض {\displaystyle (-x)} بدلا عن {\displaystyle x}، ثم طبق قاعدة الاشارات لديكارت على متعددة الحدود {\displaystyle f(-x)=-x^{3}+x^{2}+x-1.}
متعددة الحدود هذه لها تغييران في الإشارة، حيث أن سلسلة الاشارات هي (−, +, +, −) ، مما يعني أن متعددة الحدود الثانية هذه لها جذران موجبان أو صفر؛ وبالتالي فإن متعددة الحدود الأصلية لها جذران سلبيان أو صفر.
في الواقع، تفكيك متعددة الحدود الأصلية يؤدي الى :
{\displaystyle f(x)=(x+1)^{2}(x-1),}
وبالتالي فإن الجذور هي 1- (مرتين) و1+ (مرة واحدة).
تفكيك متعددة الحدود الثانية يؤدي الى :
{\displaystyle f(-x)=-(x-1)^{2}(x+1).}
إذن الجذور هنا هي 1+ (مرتين) و1- (مرة واحدة)، وهو ما يقابل الجذور الخاصة بمتعددة الحدود الاصلية مع عكس الاشارة.

## البرهان
ما يلي هو مخطط تقريبي للبرهان.  أولاً: بعض التعريفات الأولية:
- اكتب متعددة الحدود {\displaystyle f(x)} على شكل {\displaystyle \sum _{i=0}^{n}a_{i}x^{b_{i}}} حيث لدينا قوى مرتبة تنازليا {\displaystyle 0\leq b_{0}<b_{1}<\cdots <b_{n}} ، ومعاملات غير صفرية {\displaystyle a_{i}\neq 0} .

- لتكن {\displaystyle V(f)} عدد التغييرات في اشارة معاملات {\displaystyle f} ، يعني عددا ما {\displaystyle k} حيث {\displaystyle a_{k}a_{k+1}<0} .

- لتكن {\displaystyle Z(f)} عدد الجذور الإيجابية (مع حساب التعدد).

ومن خلال هذه يمكننا أن نذكر بشكل رسمي قاعدة ديكارت على النحو التالي:
مبرهنة : عدد الجذور الموجبة (باحتساب التعددية) الخاصة بالدالة f تساوي عدد التغيرات في اشارة معاملات الدالة f , وبطرح عدد زوجي منها
إذا كان {\displaystyle b_{0}>0} ، اذن يمكننا قسمة متعددة الحدود على {\displaystyle x^{b_{0}}} ، والتي لن تغير عدد جذورها الإيجابية . وبالتالي بدون فقدان التعميم، لتكن {\displaystyle b_{0}=0} .

## الجذور غير الحقيقية
أي متعددة حدود من الدرجة n لها عدد جذور n بالضبط في المستوى المركب إذا تم حسابها وفقًا للتعددية. لذا، إذا كانت f ( x ) متعددة حدود ذات معاملات حقيقية وليس لها جذر عند 0 (أي متعددة حدود ذات حد ثابت غير صفري)، فإن الحد الأدنى لعدد الجذور غير الحقيقية يساوي
{\displaystyle c=n-(p+q)}
حيث تشير p إلى الحد الأقصى لعدد الجذور الموجبة، وتشير q إلى الحد الأقصى لعدد الجذور السالبة (كلاهما يمكن العثور عليهما باستخدام قاعدة الاشارات لديكارت)، وتشير n إلى درجة المعادلة و c تشير الى الحد الادنى لعدد الجذور الخيالية.

### مثال: بعض المعاملات الصفرية والجذور غير الحقيقية
متعدد الحدود :
{\displaystyle f(x)=x^{3}-1,}
لديها تغيير واحد في الاشارة . لذا فإن الحد الأقصى لعدد الجذور الحقيقية الموجبة هو واحد. اما
{\displaystyle f(-x)=-x^{3}-1,}
ليس لها تغيير في الإشارة، لذا فأن الدالة الأصلية ليس لها جذور حقيقية سالبة. إذن الحد الأدنى لعدد الجذور غير الحقيقية هو
{\displaystyle 3-(1+0)=2.}
بما أن الجذور غير الحقيقية لمتعددة الحدود ذات المعاملات الحقيقية يجب أن تكون على شكل مترافقين، فهذا يعني أن x3 − 1 لها جذرين غير حقيقيين وجذر حقيقي واحد، وهو جذر موجب.

## حالة خاصة
يتم طرح مضاعفات العدد 2 من الحد الأقصى لعدد الجذور الموجبة فقط لأن متعددة الحدود قد يكون لها جذور غير حقيقية، والتي تأتي دائمًا على شكل مترافقين لأن القاعدة تنطبق على متعددات الحدود التي تكون معاملاتها حقيقية. وبالتالي، إذا كانت متعددة الحدود لها جذور حقيقية فقط، فإن هذه القاعدة تسمح للشخص بإيجاد العدد الدقيق للجذور الموجبة والسالبة. وبما أنه من السهل تحديد تعدد الصفر كجذر، فيمكن تحديد إشارة جميع الجذور في هذه الحالة.

## التعميمات
إذا كانت متعددة الحدود الحقيقية P لها جذور موجبة حقيقية k تحسب باخذ التعددية بالاعتبار، فلكل a > 0 هناك على الأقل k تغييرات في الإشارة في سلسلة معاملات سلسلة تايلور للدالة e ax P ( x ). بالنسبة لـ a كبيرة بما فيه الكفاية، هناك بالضبط k مثل هذه التغييرات في الإشارة.  
في سبعينيات القرن العشرين، طور أسكولد خوفانسكي نظرية الحدود القليلة التي تعمم قاعدة ديكارت.  يمكن اعتبار قاعدة الاشارات على أنها تنص على أن عدد الجذور الحقيقية لمتعددة الحدود يعتمد على تعقيد متعددة الحدود، وأن هذا التعقيد يتناسب مع عدد أحاديات الحد لديها، وليس درجتها. أظهر خوفانسكي أن هذا ينطبق ليس فقط على متعددات الحدود ولكن أيضًا على المجموعات الجبرية للعديد من الدوال المتسامية ، ما يسمى بدوال فافيان .

## ملحوظات
1. ↑  Wang، Xiaoshen (يونيو–يوليو 2004). "A Simple Proof of Descartes's Rule of Signs". The American Mathematical Monthly. ج. 111 ع. 6: 525. DOI:10.2307/4145072. ISSN:0002-9890. مؤرشف من الأصل في 2023-04-07.
2. ↑  D. R. Curtiss, Recent extensions of Descartes' rule of signs, Annals of Mathematics., Vol. 19, No. 4, 1918, pp. 251–278.
3. ↑  Vladimir P. Kostov, A mapping defined by the Schur–Szegő composition, Comptes Rendus Acad. Bulg. Sci. tome 63, No. 7, 2010, pp. 943–952.
4. ↑  Khovanskiǐ، A.G. (1991). Fewnomials. Translations of Mathematical Monographs. Translated from the Russian by Smilka Zdravkovska. Providence, RI: جمعية الرياضيات الأمريكية. ص. 88. ISBN:0-8218-4547-0. Zbl:0728.12002.

## روابط خارجية
This article incorporates material from Descartes' rule of signs on PlanetMath, which is licensed under the Creative Commons Attribution/Share-Alike License.
- قاعدة ديكارت للاشارات – برهان القاعدة
- قاعدة الاشارات لديكارت – شرح أساسي